# ماکسیم کووال
ماکسیم آناتولیوویچ کووال (اوکراینی: Максим Анатолійович Коваль؛ زادهٔ ۹ دسامبر ۱۹۹۲) بازیکن فوتبال اهل اوکراین است.
وی سابقه ۲ بازی ملی برای تیم ملی فوتبال اوکراین در کارنامه دارد، همچنین پست تخصصی او دروازه‌بان است.